# Aérodrome Tinson Pen
 (février 2023).
Si vous disposez d'ouvrages ou d'articles de référence ou si vous connaissez des sites web de qualité traitant du thème abordé ici, merci de compléter l'article en donnant les références utiles à sa vérifiabilité et en les liant à la section « Notes et références ».
L'Aérodrome Tinson Pen est un aéroport domestique qui dessert Kingston, capitale de la Jamaïque.
(code IATA : KTP • code OACI : MKTP)